# Ørje
Ørje is een plaats in de Noorse gemeente Marker in de fylke Østfold. Ørje telt 1785 inwoners (2007) en heeft een oppervlakte van 2,05 km². De plaats is zetel van het gemeentebestuur.